# Lluís Llongueras
Lluís Llongueras Batlle (Esparraguera, 24 de mayo de 1936-Barcelona, 29 de mayo de 2023) fue un peluquero y artista polifacético (escultor, fotógrafo, escritor y pintor) español.

## Biografía
Empezó como ayudante de peluquería a los catorce años en la prestigiosa peluquería Can Dalmau. Ha destacado los aspectos creativos y artísticos de su profesión y la ha internacionalizado. Ha escrito libros profesionales y colaboró con Salvador Dalí en la realización de una gigantesca peluca que está expuesta en la habitación que el pintor dedicó a Mae West en el Teatro-Museo Dalí de Figueras. En 1958 estableció su primera peluquería en Barcelona y, a partir de ahí, fue ampliando, estableciendo diferentes peluquerías en todo el mundo. 
En 1968 grabó un disco educacional en el sello Belter con la colaboración de Ana Kiro, Alma María de Los 3 Sudamericanos y Helena Bianco de Los Mismos, bajo el nombre «Aumente su atractivo con los secretos de Llongueras y sus peinados». En 1972 abrió el primer salón de peluquería unisex de España. Como empresario también ha sido el impulsor y creador de varias franquicias en academias y establecimientos de peluquería. La marca Llongueras cuenta con más de 50 establecimientos franquiciados en España y 120 salones en todo el mundo.  
También ha practicado la fotografía, la pintura, la escultura y el dibujo. Quiso además ser mecenas del arte, creando diversos premios, siendo el más relevante el Premio Llongueras de Periodismo de Moda creado en 1987. El 2000 recibió la Cruz de Sant Jordi. En 2008 recibió la Medalla al trabajo Presidente Macià.
En 2010 fue despedido por su propia hija mediante un burofax. Tras un conflicto legal, llegaron a un acuerdo con un intercambio de acciones y participaciones entre sus sociedades.
Lluís Llongueras falleció en Barcelona el 29 de mayo de 2023, a causa de un cáncer de laringe, a los 87 años.